# تقية بنت أبي الحسن
تقية بنت أبي الحسن علي القرشي أخت الحافظ أبي الحسين يحيى بن علي القرشي. راوية للحديث، سمعت من أبيها، وأجاز لها ابن الطفيل وغيره.